# Peter Bloch (Politiker)

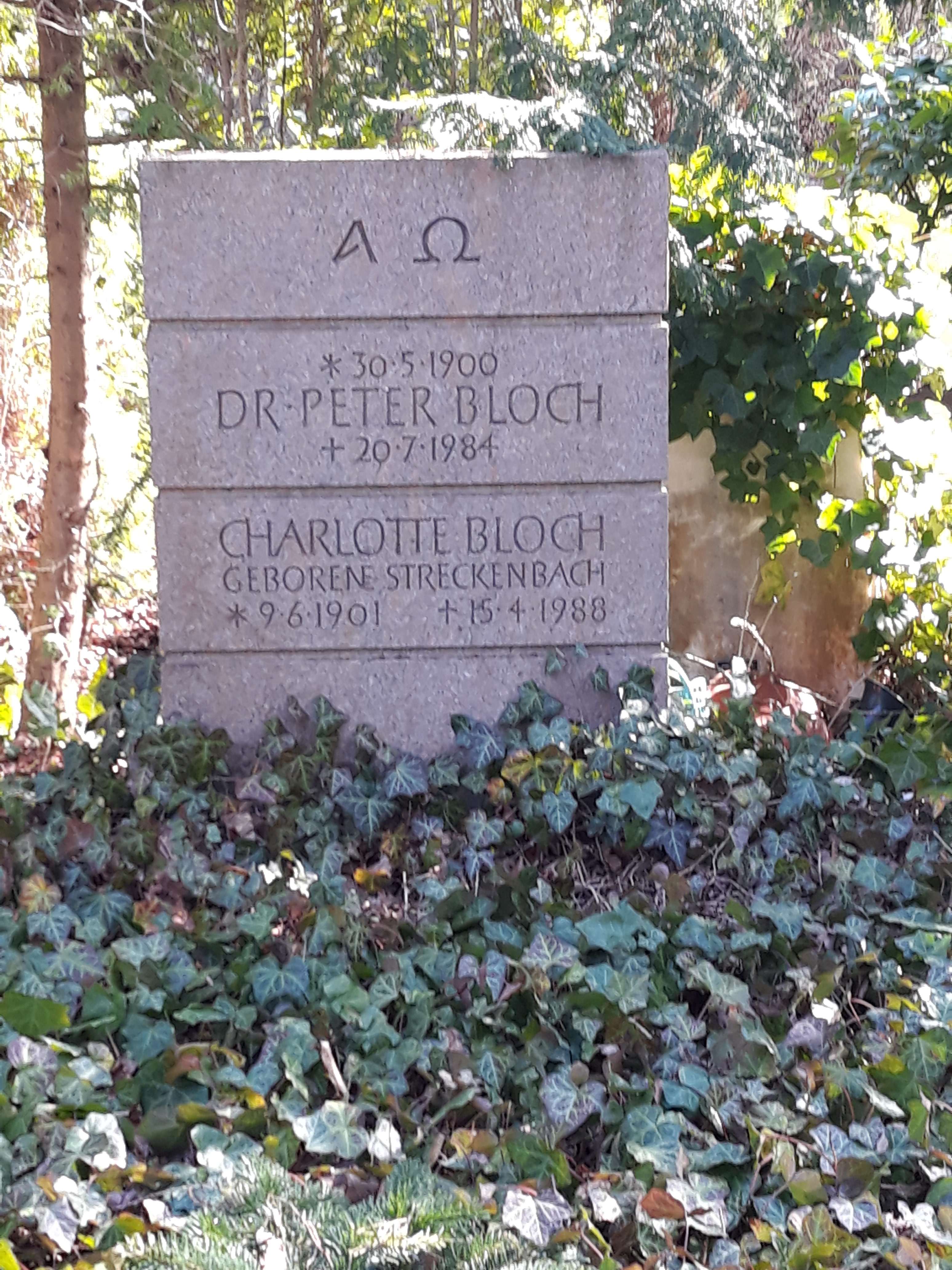
Grab von Peter Bloch und seiner Ehefrau Charlotte geborene Streckenbach auf dem Waldfriedhof Zehlendorf in Berlin

Peter Bloch (* 30. Mai 1900 in Berlin; † 20. Juli 1984 in West-Berlin) war ein deutscher Politiker (CDU).

## Leben
Blochs Vater war der Berliner Buchhändler Ludwig Bloch (1859–1939), sein älterer Bruder war der Berliner Abgeordnete und Stadtälteste von Berlin Werner Bloch (1890–1973). Er studierte nach dem Gymnasium an der Technischen Hochschule Berlin-Charlottenburg sowie den Universitäten in Berlin und Leipzig. Er promovierte im Fach Staatswissenschaften und war danach als Verlagsbuchhändler tätig.
Im Jahr 1938 zog er mit seiner Familie von Berlin-Steglitz in ein Einfamilienhaus nach Kleinmachnow. Er wurde zeitweilig Kriegsteilnehmer und im Jahr 1940 vom Unteroffizier zum Feldwebel befördert. Im Jahr 1943 kehrte er aus dem Kriegsdienst wegen „Wehrunfähigkeit“ nach Kleinmachnow ins Einfamilienhaus Wolfswerder 46 zurück, aber wurde 1945 zum Volkssturm einberufen.
Nach Ende des Zweiten Weltkriegs war er in der Zeit von 1945 bis zu seinem Ausschluss 1950 führendes Mitglied der CDU in der Sowjetischen Besatzungszone. Er war von 1946 bis April 1950 Mitglied des Landtags Brandenburg und dort Schriftführer sowie ab Februar 1948 Vorsitzender des Ausschusses für Wiederaufbau, Gesundheit und Umsiedler. Von Mai 1947 bis März 1950 war er Beisitzer und stellvertretender Landesvorsitzender der CDU Brandenburg. Von Juli 1948 bis Mai 1949 war er auch Mitglied des 1. Volksrates der SBZ. Im März 1950 flüchtete er von Kleinmachnow nach West-Berlin. In Kleinmachnow wohnte er mit Frau und Sohn sowie einer Tochter im eigenen Einfamilienhaus mit Garten, zuletzt jedoch in der Straße Im Kamp 14 und die Familie war wie der gesamte Ort über das Berliner Telefonnetz erreichbar.
Von März 1959 bis 1965 wirkte er als Bezirksbürgermeister im Bezirk Steglitz. Ab 1965 übte er das Amt des Vizepräsidenten des Berliner Landesverbandes des Deutschen Roten Kreuzes aus.
Peter Bloch war mit Charlotte Streckenbach (1901–1988) verheiratet. Aus der Ehe gingen zwei Kinder hervor, Horst Peter (1925–1994) und Rosmarie (* 1926). Die Tochter Rosmarie hatte bei dem Buchhändler Ebert in Potsdam ihre Buchhandelslehrzeit absolviert. Der Sohn Horst Peter Bloch († 1994) wurde Kunsthistoriker und war Leiter der Skulpturensammlung der Staatlichen Museen zu Berlin.
Peter Bloch starb kurz nach Begehung der Diamantenen Hochzeit (60 Jahre). Seine letzte Ruhestätte – wie auch das Grab des Sohnes Horst Peter Bloch – befindet sich auf dem Waldfriedhof Zehlendorf.
Der Nachlass von Peter Bloch ist im Landesarchiv Berlin. erhalten.

## Ehrungen
- 1965: Großes Verdienstkreuz der Bundesrepublik Deutschland
- 1983: Benennung einer Seniorenbegegnungsstätte im Berliner Stadtteil Lichterfelde[12]